# Puerto de Santos
El puerto de Santos (en portugués: Porto de Santos) es el principal puerto de Brasil y de América Latina. Se encuentra localizado en la ciudad de Santos, en el Estado de São Paulo. El sistema de accesos terrestres al puerto está conformado por las autopistas Anchieta e Imigrantes y por dos líneas de ferrocarril (Ferroban y MRS). Tiene un área de 7.770.000 metros cuadrados.
Históricamente, el complejo portuario de Santos ha representado más del 25%, o una cuarta parte, de la balanza comercial de Brasil y es el mayor exportador de azúcar, jugo de naranja y granos de café del mundo. Otros envíos importantes son soja, carga en contenedores, maíz, trigo, sal, papel, automóviles, alcohol y otros líquidos a granel.
En 2016, fue considerado el 39o puerto más grande del mundo para el manejo de contenedores, y el 35o por tonelada, según el ranking de la AAPA - Asociación Americana de Autoridades Portuarias, siendo el más transitado de América Latina.
La ciudad de Santos se localiza en el punto más adecuado para poder trasladar al exterior las mercancías de la zona. La estructura ferroviaria, iniciada durante el período de la Guerra Fría, garantizó el aflujo de cargas, principalmente café, destinadas al comercio exterior.

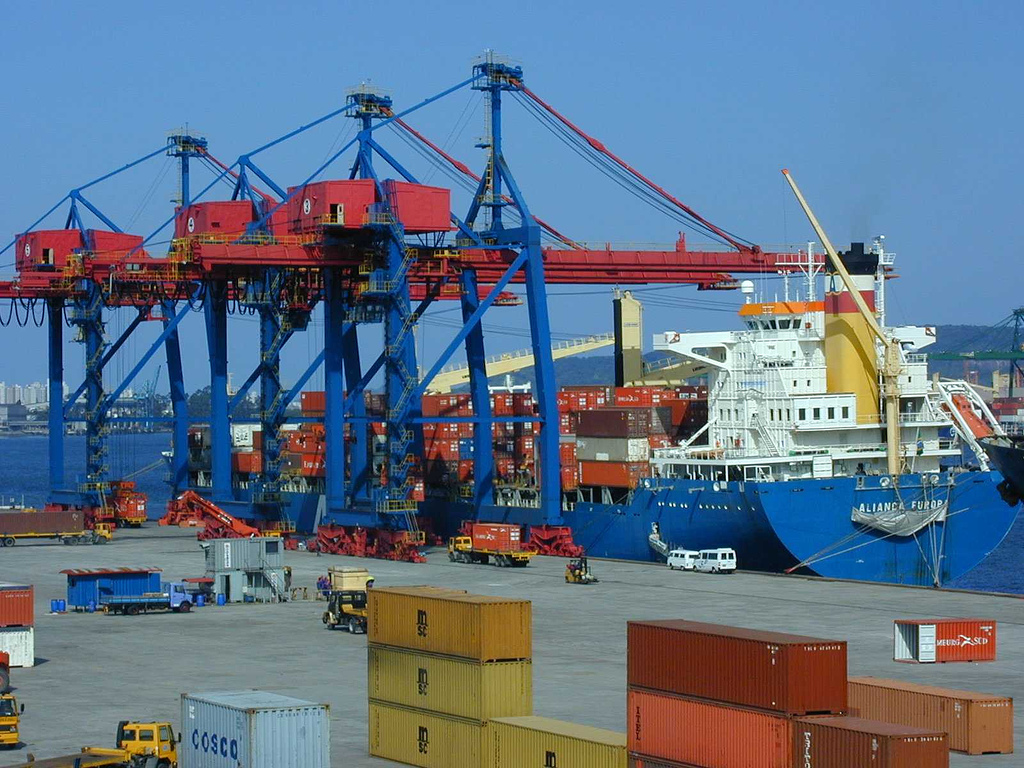
TECON Santos es la mayor terminal de contenedores de Sudamérica.

Ubicado a 70 kilómetros de la ciudad más grande de América del Sur, São Paulo, el puerto es la salida al exterior de los principales distritos industriales del Gran São Paulo y del complejo industrial de Cubatão.
La Compañía Siderúrgica Paulista, ligada a la siderúrgica USIMINAS, de Minas Gerais, también opera un puerto que utiliza el mismo canal de tránsito de embarcaciones. Es prácticamente una extensión privada del Puerto de Santos, que es estatal.
Líder del mercado portuario brasileño, el Puerto de Santos atiende también las necesidades de otros países sudamericanos que embarcan y desembarcan sus cargas en el mismo.